# هيروشي كيتشيسي
هيروشي كيتشيسي (باليابانية: 吉瀬 広志) (10 يوليو 1983 في فوكوكا في اليابان – )؛ هو لاعب كرة قدم ياباني سابق كان يلعب كمدافع.

## وصلات خارجية
- هيروشي كيتشيسي على موقع رابطة كرة القدم اليابانية للمحترفين (اليابانية)
- هيروشي كيتشيسي على موقع عالم كرة القدم.نت (الإنجليزية)